# Colonia las Palmas Campamento SAGAR
Colonia las Palmas Campamento SAGAR är en ort i Mexiko.   Den ligger i kommunen Tomatlán och delstaten Jalisco, i den sydvästra delen av landet, 600 km väster om huvudstaden Mexico City. Colonia las Palmas Campamento SAGAR ligger 32 meter över havet och antalet invånare är 137.
Terrängen runt Colonia las Palmas Campamento SAGAR är huvudsakligen platt, men österut är den kuperad. Runt Colonia las Palmas Campamento SAGAR är det glesbefolkat, med 11 invånare per kvadratkilometer. Närmaste större samhälle är Tomatlán, 8,6 km sydost om Colonia las Palmas Campamento SAGAR. Omgivningarna runt Colonia las Palmas Campamento SAGAR är en mosaik av jordbruksmark och naturlig växtlighet.